# Thomas Reich (Schachspieler)
Thomas Reich (* 11. Juni 1963) ist ein deutscher Schachspieler.
Zweimal gewann Reich die Bayerische Einzelmeisterschaft: 1990 in Vorra und 2003 in Bad Neustadt an der Saale. Ebenfalls zweimal gewann er die Bayerischen Einzelmeisterschaft im Blitzschach: 1990 in Krumbach und 2004 in Röthenbach an der Pegnitz. Reich gewann 1991 das IM-Turnier bei Viktoria Prag und 2001 die Münchner Stadtmeisterschaft. 2001 wurde er geteilter 1.–3. beim Open in Augsburg und geteilter 1.–5. beim Open in Augsburg im Jahr 2003. Das Open in Bad Königshofen gewann er 2006.
Vereinsschach spielt er für Bayern München, mit dem er von 2008 bis 2011 und erneut seit 2013 in der deutschen 1. Bundesliga spielt. Von 1990 bis 1996 spielte er in der 1. Liga für den Münchener SC 1836, mit der er auch am European Club Cup 1994 teilnahm. In der österreichischen 1. Bundesliga spielt er seit 2001 für den SK Sparkasse Jenbach, mit dem er 2010 österreichischer Mannschaftsmeister wurde.
Der Titel Internationaler Meister wurde ihm im Jahr 1994 verliehen.
Stilistisch verfolgt er als Spieler einen eher spekulativen als einen theoretisch korrekten Ansatz. Er hat beispielsweise eine Vorliebe für chancenreiche Qualitätsopfer, die dem Gegner in einer praktischen Partie Probleme bereiten können, auch wenn diese möglicherweise einer genaueren Analyse durch den Computer nicht standhalten.